# Глушицький Ілля Сергійович
Ілля Сергійович Глушицький (нар. 2 серпня 1993, Макіївка, Україна) — український футболіст, захисник.

## Кар'єра гравця
Вихованець донецького «Шахтаря». Після завершення навчання грав за третю команду «гірників» у другій лізі чемпіонату України. У 2012 році кілька місяців провів в оренді в сусідньому «Олімпіку», який виступав у першій лізі. У сезоні 2013/14 зіграв 8 матчів у молодіжному складі «Шахтаря», забив 2 голи.
Влітку 2014 року перейшов на правах оренди до ужгородської «Говерли». У цій команді дебютував у Прем'єр-лізі 2 серпня 2014 року в грі з запорізьким «Металургом», замінивши в другому таймі Сергія Люльку. Під час зимової перерви в чемпіонаті проходив перегляд у маріупольському «Іллічівці», але в підсумку продовжив орендну угоду з «Говерлою». Всього в сезоні 2014/15 років футболіст зіграв за ужгородський клуб в 10-ти матчах Прем'єр-ліги та 4-ох ― молодіжної першості.
1 вересня 2015 року був заявлений за «Гірник-Спорт», у складі якого дебютував 5 вересня в домашньому матчі Першої ліги проти клубу «Черкаський Дніпро». 25 листопада 2015 року було оголошено про припинення співпраці між гравцем і клубом «Гірник-Спорт».
2 березня 2016 року був заявлений за «Геліос».
23 серпня 2018 року був заявлений за «Океан» (Керч), що виступає в невизнаному чемпіонаті так званої Кримської республіки.
В 2019 році виступав за клуб тимчасового непідконтрольного Україні Донецька «Перемога». В цьому ж році перейшов у аштаракський «Араґац».
У 2020 році пожиттєво дискваліфікований Федерацією футболу Вірменії від будь-якої діяльності, пов'язаної з футболом, за участь в організації договірних матчей.